# Ел Каризо, Лос Арадос (Болањос)
Ел Каризо, Лос Арадос (шп. El Carrizo, Los Arados) насеље је у Мексику у савезној држави Халиско у општини Болањос. Насеље се налази на надморској висини од 1689 м.

## Становништво
Према подацима из 2010. године у насељу су живела 4 становника.

### Хронологија
| Година       | 2000         | 2005         | 2010 |
| ------------ | ------------ | ------------ | ---- |
| Становништво | 28 (13 / 15) | 42 (24 / 18) | 4    |

### Попис
| # | Индикатор                     | Вредност |
| - | ----------------------------- | -------- |
| 1 | Укупно домаћинстава           | 2        |
| 2 | Укупно насељених домаћинстава | 1        |
| 3 | Величина локације             | 1        |